# Río Zaña
Der Río Zaña, alternative Schreibweise: Río Saña, ist ein 123 km langer Zufluss des Pazifischen Ozeans im Nordwesten von Peru in den Regionen Cajamarca und Lambayeque.

## Flusslauf
Der Río Zaña entspringt in einem Höhenzug der peruanischen Westkordillere im Distrikt Calquís der Provinz San Miguel auf einer Höhe von etwa 3700 m. Er fließt anfangs 55 km in westnordwestlicher Richtung. Nördlich des Flusslaufs befindet sich das Schutzgebiet Refugio de Vida Silvestre Bosques Nublados de Udima. Bei Flusskilometer 89 liegt das Distriktverwaltungszentrum La Florida oberhalb des linken Flussufers. Bei Flusskilometer 77 erreicht der Fluss die Provinz Chiclayo. Der Río Zaña wendet sich ab Flusskilometer 68 in Richtung Westsüdwest, ab Flusskilometer 26 nach Südwesten. Dabei durchquert der Fluss die aride, wüstenhafte Küstenlandschaft Nordwest-Perus. Entlang dem Flusslauf wird bewässerte Landwirtschaft betrieben. Bei Flusskilometer 57 trifft der Río Nanchoc, der bedeutendste Nebenfluss, von Süden kommend auf den Río Zaña. Am Unterlauf befinden sich die Städte Zaña und Mocupe. Bei Flusskilometer 18 kreuzt die Nationalstraße 1N (Panamericana) den Flusslauf. Der Rio Zaña führt gewöhnlich an der Mündung so wenig Wasser, dass eine Sandbank den Fluss vom Meer trennt.

## Einzugsgebiet
Der Río Zaña entwässert ein Areal von etwa 1900 km². Weiter südlich verläuft der Río Chamán. Im Südosten grenzt das Einzugsgebiet an das des Río Jequetepeque, im Nordosten und im Norden an das des Río Chancay.